# Petit Ourson
Le Petit Ourson est une confiserie à la guimauve en forme d‘ourson brun enrobé d’une couche de chocolat au lait, qui mesure six centimètres de long pour deux centimètres de large et pèse 12,7 grammes. Inventé et fabriqué à Ascq par Bouquet d'or, c’est une marque déposée du Groupe Cémoi.

## Histoire

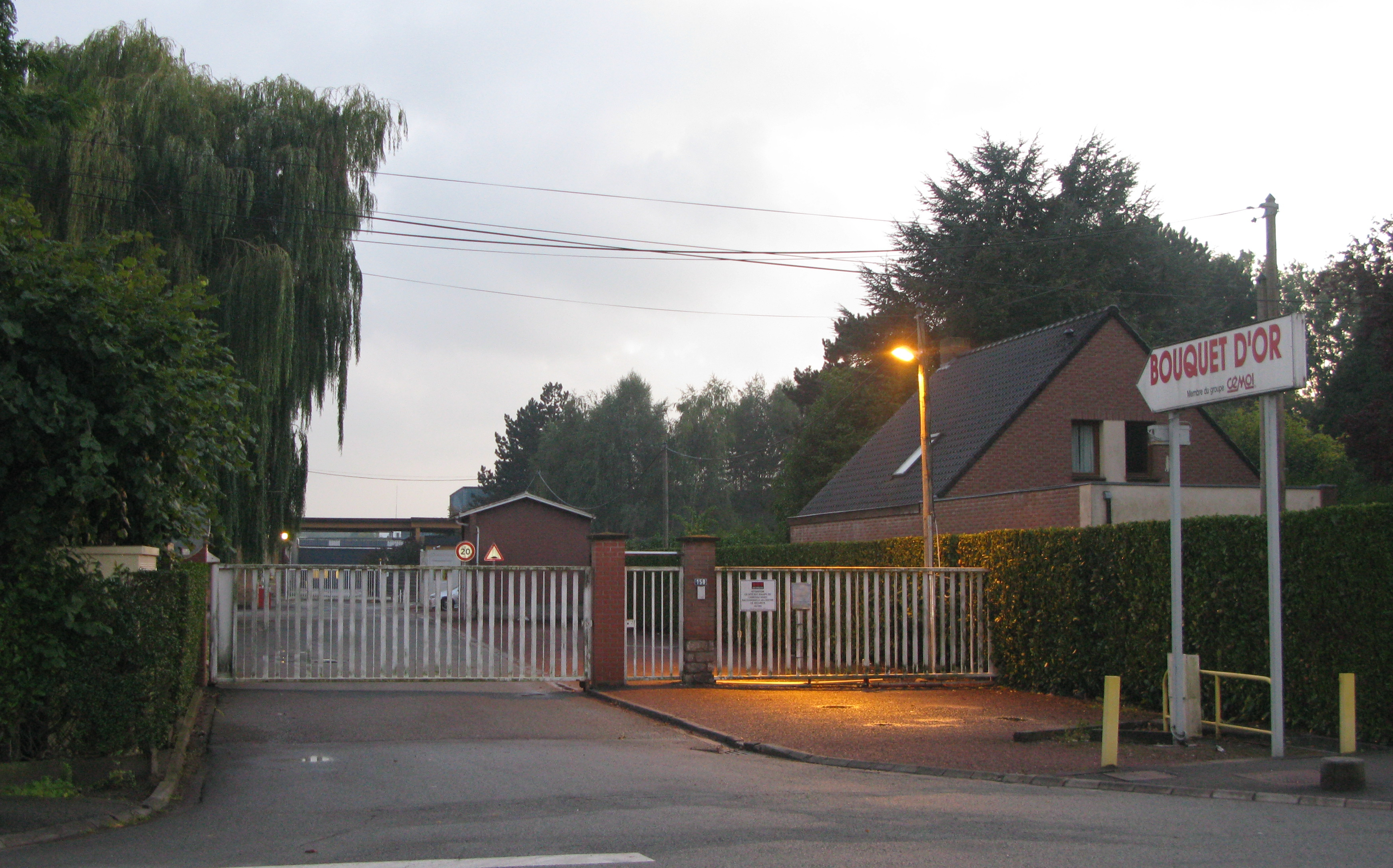
Entrée de l’usine Bouquet d'or à Ascq.

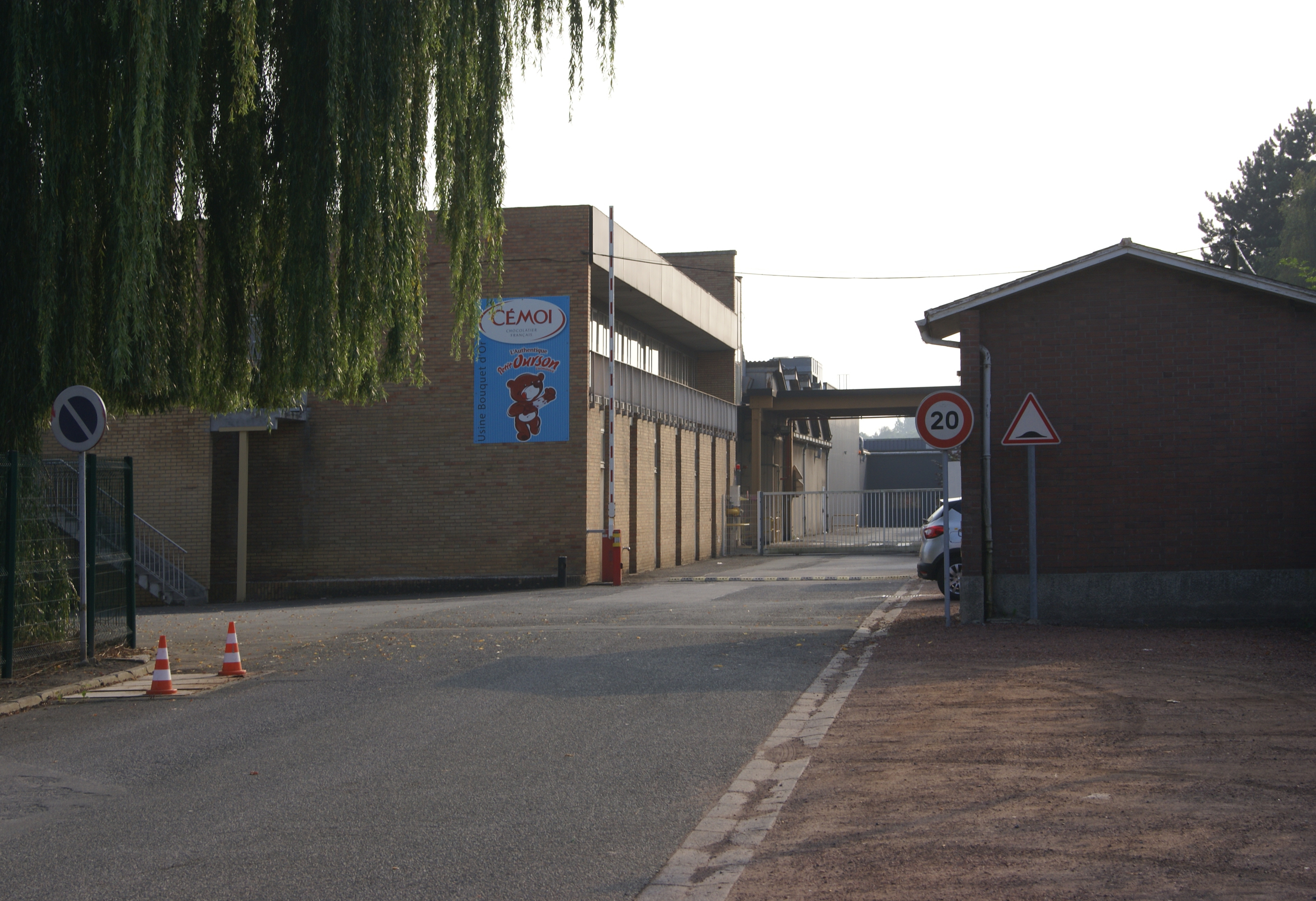
Affiche avec le Petit Ourson sur la façade de l'usine, en 2014.

Le Petit Ourson est créé en 1962 par Michel Cathy, responsable de fabrication de la chocolaterie Bouquet d'or à Ascq,. Il s’inspire des guimauves enrobées de chocolat vendues par les confiseurs forains. Il lui donne la forme d’un ourson, parce que c’est le « jouet le plus offert aux enfants […] dont on se souvient toute la vie. »
La chocolaterie de Villeneuve-d'Ascq a été rachetée en 2003, par le Groupe Cémoi. Depuis, la production annuelle d’oursons à la guimauve a triplé, arrivant à 3 000 tonnes en 2012.
Pour les 40 ans des petits oursons, une boîte collector, conçue spécialement pour la boutique Colette à Paris a été créée en exclusivité.
En 2012, la gamme comprend aussi des oursonnes aux fruits rouges et des petits ours blancs, mais le Petit Ourson à la guimauve représente toujours 95 % de la production. Depuis 1962, 43 000 tonnes ont été produites.
À l’occasion de ses cinquante ans, le Petit Ourson va tenter de conquérir le marché nord-américain et canadien sous l’appellation « So pretty » (Si joli).
En 1975, la société Nidar de Trondheim en Norvège a lancé son Bamsemums, à l'image du Petit ourson nordiste.

## Ingrédients et valeur énergétique
Ingrédients.
Sirop de glucose-fructose, sucre, eau, beurre de cacao, poudre de lait (4,2 %), pâte de cacao, gélatine, lactosérum en poudre, émulsifiant : lécithine, arôme. Peut contenir des traces de gluten et de fruits à coque.
Valeurs énergétiques et nutritionnelles moyennes pour 100 g.
- Petit ourson (poids : 12,7 g) : Énergie : 367 Kcal ;  Protéines : 3,5 g ;  Glucides : 67 g ;  Lipides : 9,4 g.
- Petite oursonne (poids : 10,8 g) : Énergie : 372 Kcal ;  Protéines : 2 g ;  Glucides : 66 g ;  Lipides : 11 g ;  Fibres alimentaires : 0,6 g ;  Sodium : 0,031 g.
- Petit ourson blanc (poids : 10,8 g) : Énergie : 365 Kcal ;  Protéines : 3,8 g ;  Glucides : 65 g ;  Lipides : 10 g.

(Source : Cémoi.fr[source insuffisante])

### Autres confiseries à la guimauve en forme d’ourson
- Gummibärchen en Allemagne
- Bamsemums en Norvège